# Tour de la province de Lucques
Le Tour de la province de Lucques (en italien : Giro della Provincia di Lucca) est une course cycliste italienne disputée dans la Province de Lucques, en Toscane. Créé en 1999 par RCS Sport sous forme de course par étape (en catégorie 2.3), il a remplacé le Tour des Pouilles. En 2005, il a intégré l'UCI Europe Tour et est devenu une course d'un jour, en catégorie 1.1. Il n'a plus été organisé depuis 2006.

## Palmarès
| Année | Vainqueur            | Deuxième           | Troisième            |
| 1999  | Paolo Bettini        | Davide Rebellin    | Raimondas Rumšas     |
| 2000  | Alessandro Petacchi  | Cristian Gasperoni | Alessandro Bertolini |
| 2001  | Mario Aerts          | Piotr Wadecki      | Ludovic Turpin       |
| 2002  | Fabiano Fontanelli   | Markus Zberg       | Richard Virenque     |
| 2003  | Óscar Freire         | Pietro Caucchioli  | José Iván Gutiérrez  |
| 2004  | Alessandro Bertolini | Thomas Ziegler     | Matteo Tosatto       |
| 2005  | Mario Cipollini      | Paride Grillo      | Alessandro Petacchi  |
| 2006  | Alessandro Petacchi  | Claudio Corioni    | Erik Zabel           |